# Henri Rafaralahy
Henri Rafaralahy (ur. 15 lipca 1949) – madagaskarski lekkoatleta, sprinter.
Brał udział w igrzyskach olimpijskich w 1972 (Monachium), na których startował tylko w eliminacjach sztafety 4 × 100 metrów. Sztafeta w składzie: Henri Rafalahy, Jean-Louis Ravelomanantsoa, Alfred Rabenja i André Ralainasolo, zajęła w swoim biegu eliminacyjnym przedostatnie, szóste miejsce z czasem 40,58. Był to 19. wynik eliminacji (startowało 27 sztafet). W czasie trwania igrzysk miał około 170 cm wzrostu i 67 kg wagi.
Rekord życiowy w biegu na 100 metrów: 10,5 s (1975).